# Municipio de Doniphan (Nebraska)
El municipio de Doniphan (en inglés: Doniphan Township) es un municipio ubicado en el condado de Hall en el estado estadounidense de Nebraska. En el año 2010 tenía una población de 1099 habitantes y una densidad poblacional de 7,91 personas por km².

## Geografía
El municipio de Doniphan se encuentra ubicado en las coordenadas 40°46′40″N 98°19′48″O / 40.77778, -98.33000. Según la Oficina del Censo de los Estados Unidos, el municipio tiene una superficie total de 138.89 km², de la cual 134,85 km² corresponden a tierra firme y (2,91 %) 4,04 km² es agua.

## Demografía
Según el censo de 2010, había 1099 personas residiendo en el municipio de Doniphan. La densidad de población era de 7,91 hab./km². De los 1099 habitantes, el municipio de Doniphan estaba compuesto por el 96,36 % blancos, el 0,18 % eran afroamericanos, el 0,91 % eran amerindios, el 0,09 % eran asiáticos, el 1,73 % eran de otras razas y el 0,73 % eran de una mezcla de razas. Del total de la población el 3,28 % eran hispanos o latinos de cualquier raza.